# 可动心道岔

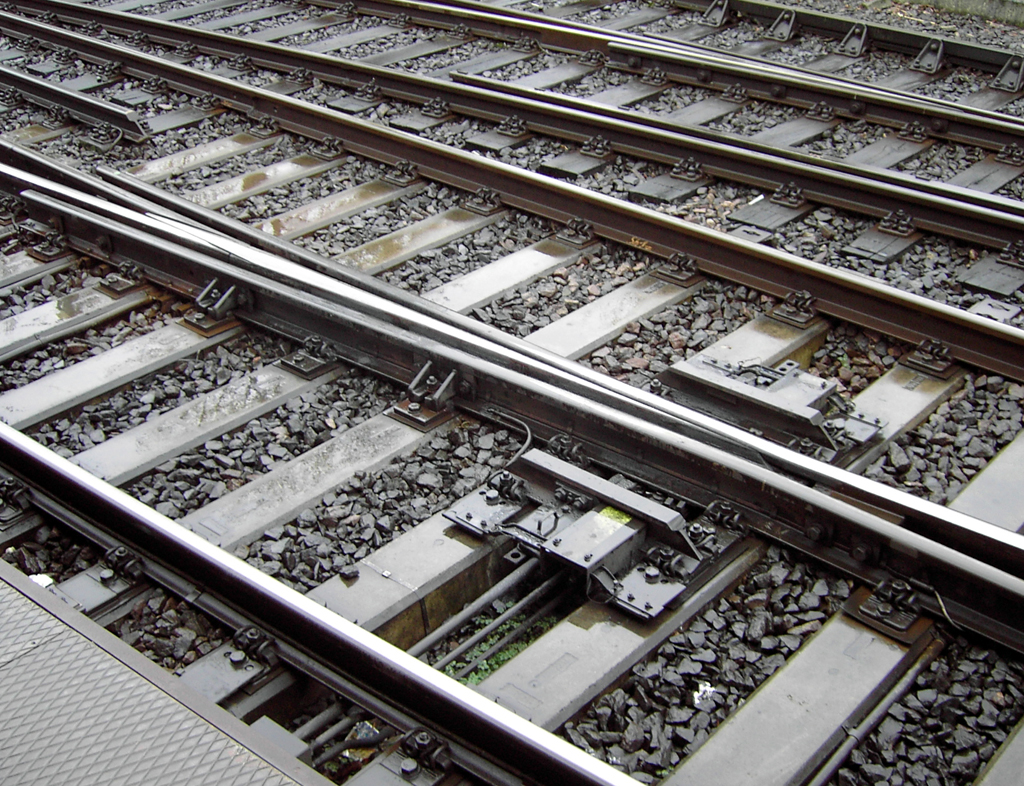
波恩火车总站的可动心道岔

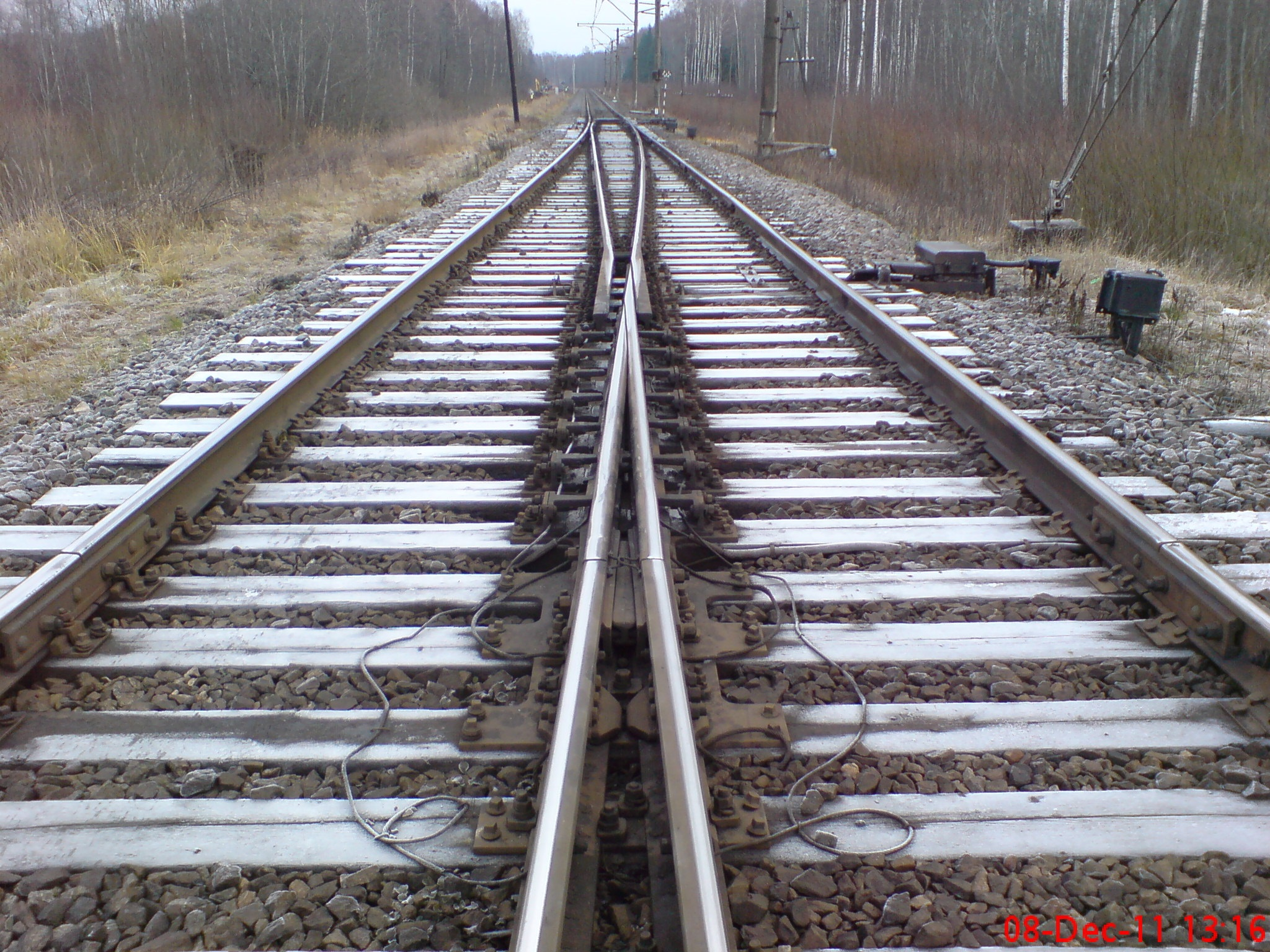
一组可动心道岔尖轨

可动心道岔（英語：swingnose crossing/moveable point frog）是一种用于消除道岔尖轨处可能造成损坏和噪音的“有害空间”的铁路道岔装置。

## 固定道岔
在普通铁路道岔上，如果车轮角度出现一分误差（例如二十分之一），就会在尖轨处走向错误方向。此问题限制了道岔的最大通行时速。
此外，普通道岔尖轨处的过大间隙在路轨上形成了一个薄弱点，重轨列车转向架必须通过这十厘米的间隙，且仅由在翼轨上的车轮踏面支撑全车。此举会严重撞击导轨，造成钢轨变形、磨损或二者同步。这种损坏极易扩散到车辆其他部位（包括车轮）并产生可能使人厌恶的噪音。在交通繁忙的地方，维修损坏的设备也可能是一个问题。

直向开通时的可动心道岔

侧向开通时的可动心道岔

可动心道岔实际上消除了岔心处的“有害空间”，继而允许列车以更高车速运行。
通过将尖轨同步与道岔开通方向进行移动，可动心道岔解决了该问题。车轮可以在轨面上得到完全支撑，避免噪音和振动产生。
在不同车型的重轨/轻轨车辆共用一条轨道的情况下，可动心道岔也很有用。

## 摆翼式道岔
有多种可动心道岔适用于在高速铁路切割正线使列车进入支线的区域。在该装置中，尖轨无需配置单独的转辙器，仅需使在侧线运行的列车挤岔即可变岔。列车通过后，阻尼弹簧会将其推回原位。

## 参数
可动心道岔使用细度小于二十分之一的V形轨，以及超25公吨的轴载。

## 运行
尖轨需要与其对应的道岔同时运行。对于人工操作者，或将需要投入更多人力，并需要操作线路切换器。道岔和尖轨需要独立设备。

## 菱形道岔

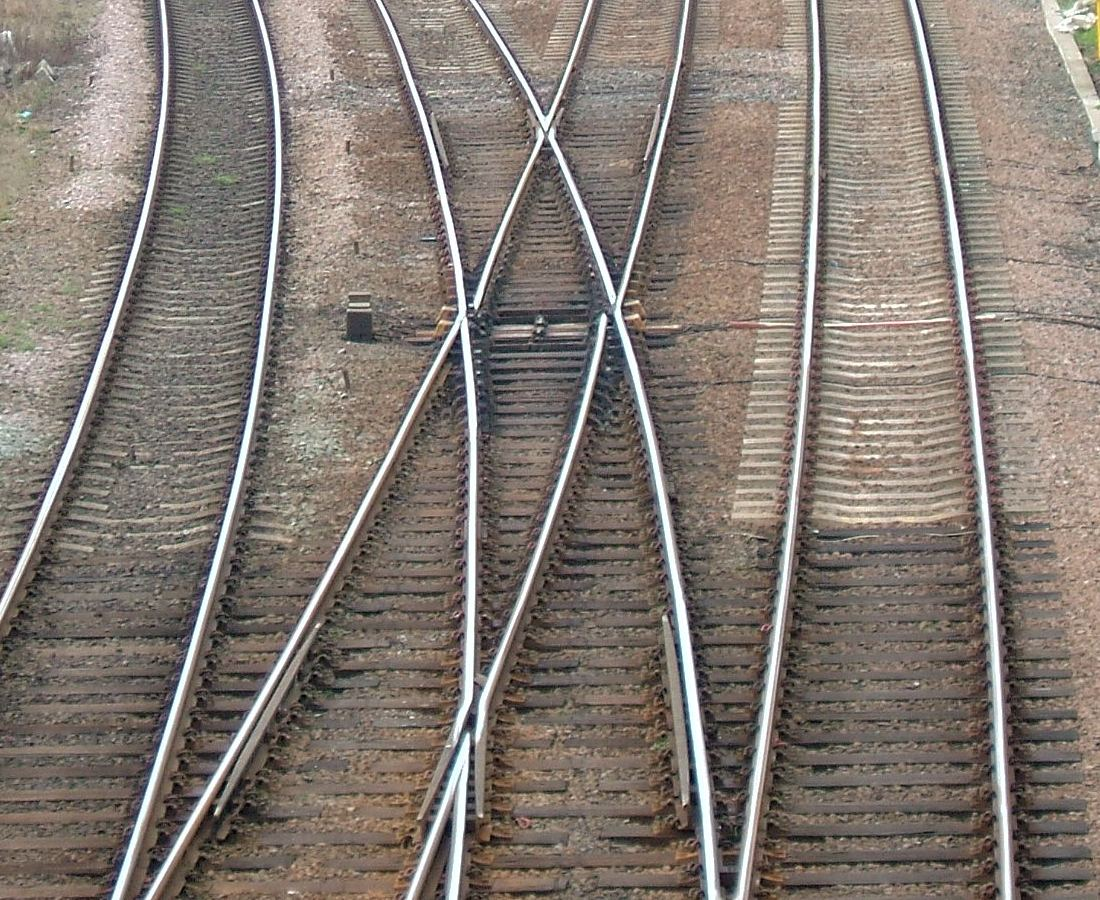
英国一处菱形可动心道岔

菱形可动心道岔相较于一般菱形道岔，其固定尖轨被活动尖轨取代。